# Coupe de Gibraltar de football 2015-2016
Navigation
Saison 2014-2015 Saison 2016-2017
La Coupe de Gibraltar 2015-2016 est la 58e édition de la Rock Cup.
Le vainqueur de la compétition obtient une place pour le premier tour de la Ligue Europa 2016-2017. Cependant, si le vainqueur vient à se qualifier pour la Ligue des champions, cette place qualificative est attribuée au deuxième du championnat de Gibraltar.

## Format
Les douze équipes de deuxième division débutent la compétition dès le 1er tour. Les équipes de première division font quant à elle leur apparition à l'occasion du 2e tour. Enfin, les phases finales de la Coupe de Gibraltar de football se déroulent en : Quarts de Finale, Demi Finales et Finale.

## Équipes participantes

### Clubs de première division
- Angels FC
- FC Britannia XI
- Europa FC
- Gibraltar United FC
- Glacis United FC
- Lincoln Red Imps FC Tenant du titre
- Lions Gibraltar FC
- Lynx FC
- Manchester 62 FC
- St. Joseph's FC

### Clubs de deuxième division
- FC Boca Juniors Gibraltar
- Cannons FC
- College 1975 FC
- Europa Pegasus FC
- Europa Point FC
- Gibraltar Phoenix FC
- FC Hound Dogs
- Leo FC
- FCB Magpies
- Mons Calpe SC
- FC Olympique Gibraltar 13
- Red Imps FC

## Résultats
Légende : (I) Première division, (II) Deuxième division

### Premier tour
Le tirage au sort du 1er tour a eu lieu le 1er décembre 2015. Seuls les clubs de deuxième division participent à ce tour.
| 10 janvier 2016 | Leo FC (II)            | 2 - 0   | (II) FC Boca Juniors Gibraltar      |                  |                  |
| 18 h 30         | Martin 48e · Leiva 90e | (0 - 0) |                                     | Victoria Stadium | Victoria Stadium |
| 18 h 30         | Hayes                  |         | Grech · Baker · Sanchez · Zamboglon | Victoria Stadium | Victoria Stadium |

| 10 janvier 2016 | Gibraltar Phoenix FC (II)                                    | 4 - 0   | (II) FC Hound Dogs |                  |                  |
| 20 h 30         | Blasquez Benitez 32e · Cuesta Bakouri 64e 74e · Sabastro 76e | (1 - 0) |                    | Victoria Stadium | Victoria Stadium |

| 11 janvier 2016 | Cannons FC (II)     | 1 - 3   | (II) FCB Magpies                      |                  |                  |
| 18 h 15         | Gallagher 58e (csc) | (0 - 3) | 19e Bothen · 22e Perry · 26e Phillips | Victoria Stadium | Victoria Stadium |
| 18 h 15         | Aouhar · Merino     |         | Perry                                 | Victoria Stadium | Victoria Stadium |

| 12 janvier 2016 | Europa Point FC (II) | 1 - 2   | (II) Mons Calpe SC                |                  |                  |
| 20 h 30         | Albert 80e           | (0 - 0) | 68e Vasquez Gonzalez · 76e Lucena | Victoria Stadium | Victoria Stadium |
| 20 h 30         | Puerta               |         | Jimenez Ramon · Cozar Zamora      | Victoria Stadium | Victoria Stadium |

| 13 janvier 2016 | Europa Pegasus FC (II)   | 2 - 5   | (II) College 1975 FC                 |                  |                  |
| 20 h 30         | Escolar 80e · Belsue 80e | (1 - 2) | 5e 18e 50e 90e Rahmouni · 86e Pecino | Victoria Stadium | Victoria Stadium |
| 20 h 30         | Guzman                   |         | Chipol · Bosio                       | Victoria Stadium | Victoria Stadium |

| 14 janvier 2016 | FC Olympique Gibraltar 13 (II) | 1 - 3   | (II) Red Imps FC                             |                  |                  |
| 20 h 30         | Soithongsuk 5e                 | (1 - 2) | 2e Coleing · 15e Hernandez · 86e Consigliero | Victoria Stadium | Victoria Stadium |
| 20 h 30         | Turner-Bone · Soithongsuk      |         | Oliva · Adnett · Consigliero                 | Victoria Stadium | Victoria Stadium |

### Deuxième tour
Le tirage au sort du 2e tour a eu lieu le 18 janvier 2016. Les clubs de première division entrent dans la compétition à partir de ce tour.
| 10 février 2016 | Gibraltar United FC (I) | 2 - 1   | (II) Red Imps FC |                  |                  |
| 20 h 30         | Ellul 56e 90e           | (0 - 0) |                  | Victoria Stadium | Victoria Stadium |
| 20 h 30         | Power                   | Rapport | Casey            | Victoria Stadium | Victoria Stadium |

| 11 février 2016 | Manchester 62 FC (I)                                   | 1 - 0   | (I) Lynx FC                        |                  |                  |
| 20 h 30         | Toncheff Ferberovich 75e                               | (0 - 0) |                                    | Victoria Stadium | Victoria Stadium |
| 20 h 30         | Sergeant · Payas · Sergeant · Duarte. JP · Mejias Noya |         | Villegas Mena · Lazar · Montenegro | Victoria Stadium | Victoria Stadium |

| 12 février 2016 | St. Joseph's FC (I)                        | 0 - 1   | (I) Europa FC                |                  |                  |
| 20 h 30         | Leiva 67e                                  | (0 - 0) |                              | Victoria Stadium | Victoria Stadium |
| 20 h 30         | Enrique · Briones · Gomez Torres · Cabello |         | Leiva · Barranco · Belfortti | Victoria Stadium | Victoria Stadium |

| 13 février 2016 | Lincoln Red Imps FC (I)                                         | 5 - 1   | (I) FC Britannia XI                      |                  |                  |
| 17 h 00         | Torrilla 3e · Garcia 32e · Cabrera 38e (pen.) · Abayian 61e 79e | (3 - 0) | 53e Del Rio Fernandez                    | Victoria Stadium | Victoria Stadium |
| 17 h 00         | K. Casciaro · R. Casciaro · Calderon                            |         | Graham · Gomez · Kago · Jimenez · Gilroy | Victoria Stadium | Victoria Stadium |

| 13 février 2016 | Mons Calpe SC (II) | 1 - 4   | (I) Lions Gibraltar FC                    |                  |                  |
| 19 h 30         | Jimenez 14e        | (1 - 4) | 23e 44e Martin · 32e Gonzalez · 43e Gines | Victoria Stadium | Victoria Stadium |
| 19 h 30         | Dalli · Bear       |         | Mascarenhas-Olivero                       | Victoria Stadium | Victoria Stadium |

| 14 février 2016 | Gibraltar Phoenix FC (II)  | 0 - 4   | (I) Angels FC                                     |                  |                  |
| 16 h 30         |                            | (0 - 0) | 49e Chabi · 51e Arroyal · 56e Mena · 71e Silveira | Victoria Stadium | Victoria Stadium |
| 16 h 30         | Rocha Triguero · Benavente |         | Rodriguez · Romero                                | Victoria Stadium | Victoria Stadium |

| 14 février 2016 | Leo FC (II) | 0 - 1   | (II) College 1975 FC |                  |                  |
| 18 h 30         |             | (0 - 0) | 84e Hanafi           | Victoria Stadium | Victoria Stadium |
| 18 h 30         | Rodriguez   |         | Hanafi · Guy         | Victoria Stadium | Victoria Stadium |

| 15 février 2016 | Glacis United FC (I)                                                   | 7 - 0   | (II) FCB Magpies          |                  |                  |
| 20 h 30         | Sastrie 22e 24e 45e · Cortes Narvaez 31e 84e · Arillo 75e · Tirado 83e | (4 - 0) |                           | Victoria Stadium | Victoria Stadium |
| 20 h 30         | Carlin · Nunez                                                         |         | Dembele · Placid · Garcia | Victoria Stadium | Victoria Stadium |

### Quarts de finale
Le tirage au sort des quarts de finale a eu lieu le 18 février 2016. 
| 16 mars 2016   | College 1975 FC (II) | 0 - 7   | (I) Manchester 62 FC                                                                    |                  |                  |
|                |                      | (0 - 3) | 13e 17e 54e Duarte. JP · 41e Navarro Baena · 80e 86e Toncheff Ferberovich · 87e Rovegno | Victoria Stadium | Victoria Stadium |
| Chipol · Bosio |                      |         |                                                                                         | Victoria Stadium | Victoria Stadium |

| 18 mars 2016 | Lincoln Red Imps FC (I)                                | 4 - 0                     | (I) Glacis United FC |                  |                  |
| 20 h 30      | Calderon 67e (pen.) · Cabrera 68e · Livramento 72e 78e | (0 - 0)                   |                      | Victoria Stadium | Victoria Stadium |
| 20 h 30      |                                                        | Carlin · Nunez · Barletta |                      | Victoria Stadium | Victoria Stadium |

| 19 mars 2016 | Lions Gibraltar FC (I)                    | 1 - 0   | (I) Gibraltar United FC |                  |                  |
| 17 h 00      | Martin 55e (pen.)                         | (0 - 0) |                         | Victoria Stadium | Victoria Stadium |
| 17 h 00      | Fernandez Cuesta · Lopez Luque · Gonzalez |         | Panzavechia · Robba     | Victoria Stadium | Victoria Stadium |

| 19 mars 2016 | Angels FC (I) | 1 - 4   | (I) Europa FC                                      |                  |                  |
| 19 h 30      | Mena 68e      | (0 - 2) | 33e Rivas · 34e Rodriguez · 52e Mendez · 90e Leiva | Victoria Stadium | Victoria Stadium |
| 19 h 30      | Leiva · Ramos |         | Filoho · Dias · Fernandez                          | Victoria Stadium | Victoria Stadium |

### Demi-finales
Le tirage au sort des demi-finales a lieu le 21 mars 2016.
| 23 avril 2016 | Europa FC (I)                        | 1 - 0   | (I) Lions Gibraltar FC                 |                  |                  |
| 16 h 30       | Mendez 70e                           | (0 - 0) |                                        | Victoria Stadium | Victoria Stadium |
| 16 h 30       | Padal · Rivas · Barranco · Belfortti |         | Trends · Narvaes · Gonzalez · Gonzalez | Victoria Stadium | Victoria Stadium |

| 23 avril 2016 | Lincoln Red Imps FC (I)                                                       | 6 - 2   | (I) Manchester 62 FC                       |                  |                  |
| 19 h 30       | Walker 13e 19e · K. Casciaro 28e 63e · Sergeant 28e (csc) · Guido Abayian 90e | (4 - 2) | 27e Mejias Noya · 31e Toncheff Ferberovich | Victoria Stadium | Victoria Stadium |
| 19 h 30       | Walker                                                                        |         | Mejias Noya                                | Victoria Stadium | Victoria Stadium |

### Finale
| ·            |                          |  |
| Titulaires : |                          |  |
|              |                          |  |
| 1            | Raúl Navas               |  |
| 2            | Jean-Carlos Garcia       |  |
| 3            | Joseph Chipolina         |  |
| 5            | Ryan Casciaro            |  |
| 7            | Larry Lloyd              |  |
| 10           | Kyle Casciaro            |  |
| 14           | Roy Chipolina            |  |
| 19           | Antonio Calderón Vallejo |  |
| 20           | Yeray Patiño             |  |
| 86           | Fernando Livramento      |  |
| 88           | Liam Walker              |  |
|              |                          |  |

| ·            |                        |  |
| Titulaires : |                        |  |
|              |                        |  |
| 13           | Matt Cafer             |  |
| 6            | Ivan Moya              |  |
| 7            | Antonio García Montero |  |
| 8            | Adrián Pavón           |  |
| 9            | Pedro Carrión          |  |
| 14           | Toscano                |  |
| 17           | Guillermo Roldán       |  |
| 18           | Álex Quillo            |  |
| 19           | Joselinho              |  |
| 22           | Martín Belfortti       |  |
| 40           | Alberto Merino         |  |
|              |                        |  |

| ·            |                          |  |
| Titulaires : |                          |  |
|              |                          |  |
| 1            | Raúl Navas               |  |
| 2            | Jean-Carlos Garcia       |  |
| 3            | Joseph Chipolina         |  |
| 5            | Ryan Casciaro            |  |
| 7            | Larry Lloyd              |  |
| 10           | Kyle Casciaro            |  |
| 14           | Roy Chipolina            |  |
| 19           | Antonio Calderón Vallejo |  |
| 20           | Yeray Patiño             |  |
| 86           | Fernando Livramento      |  |
| 88           | Liam Walker              |  |
|              |                          |  |

| ·            |                        |  |
| Titulaires : |                        |  |
|              |                        |  |
| 13           | Matt Cafer             |  |
| 6            | Ivan Moya              |  |
| 7            | Antonio García Montero |  |
| 8            | Adrián Pavón           |  |
| 9            | Pedro Carrión          |  |
| 14           | Toscano                |  |
| 17           | Guillermo Roldán       |  |
| 18           | Álex Quillo            |  |
| 19           | Joselinho              |  |
| 22           | Martín Belfortti       |  |
| 40           | Alberto Merino         |  |
|              |                        |  |